# Форшева, Олеся Александровна
Оле́ся Алекса́ндровна Фо́ршева (до замужества Красномо́вец, род. 8 июля 1979, Нижний Тагил, Свердловская область) — российская легкоатлетка, серебряный призер Олимпийских игр 2004 года, чемпионка мира и Европы. Заслуженный мастер спорта России.

## Карьера
Специализировалась на беговых дистанциях 200 и 400 метров. В сборной команде России с 2003 года. Первого серьёзного успеха добилась на чемпионате мира 2004 года в закрытых помещениях, выиграв серебряную медаль в забеге на 400 метров.
На летних Олимпийских играх 2004 года в Афинах в составе женской эстафетной команды России (4×400 м) выиграла серебро. Однако спустя 6 лет, 16 марта 2010 года, совет Международной ассоциация легкоатлетических федераций (IAAF) в Дохе анонсировал дисквалификацию американской эстафетной команды, поскольку член американской эстафетной команды Кристал Кокс призналась в употреблении допинга в 2001—2004 гг. (МОК в 2012 году лишил Кокс золотой медали в той эстафете). Встал вопрос о лишении золотых наград в той эстафете всей американской команды и перераспределении медалей со вручением золота сборной России, однако ИААФ, от которой это зависело, такого решения не приняла.
На чемпионате мира в помещении 2006 года в Москве спортсменка дважды становится мировой чемпионкой, в забеге на 400 метров и в эстафете 4×400 м.

## Награды
- «За заслуги перед Отечеством» II степени — За большой вклад в развитие физической культуры и спорта и высокие спортивные достижения[4]

## Личная жизнь
- Муж — спринтер Дмитрий Форшев[5], мастер спорта международного класса